# 印度史 (麦加斯梯尼)
《印度史》由古希腊学者麦加斯梯尼所著，描绘了孔雀王朝时期古印度的人文历史。著作原本今已遗失，现存仅一些后世希腊文与拉丁文作品对此书的片段引用。早期曾引用过《印度史》的作家包括西西里的狄奧多羅斯、斯特拉波（地理志）、小普林尼、阿里安（印度史）。